# Hamburg (Nowy Jork)
Hamburg – miasto w Stanach Zjednoczonych, w stanie Nowy Jork, w hrabstwie Erie.